# 1281 Jeanne
1281 Jeanne (1933 QJ) là một tiểu hành tinh vành đai chính được phát hiện ngày 25 tháng 8 năm 1933 bởi S. Arend ở Uccle.